# Behind the Mask: The Rise of Leslie Vernon
 Behind the Mask: The Rise of Leslie Vernon és una pel·lícula estatunidenca dirigida per Scott Glosserman, estrenada el 2007. La protagonitzen Nathan Baesel, Angela Goethals i Robert Englund. La pel·lícula és un homenatge al cinema slasher. Segueix un equip de cinema que documenta un assassí en sèrie que s'imita segons convencions del cinema slasher.

## Argument
La pel·lícula està rodada com un documental. Una periodista anomenada Taylor Gentry i els seus dos fotògrafs, Doug i Todd, documenten els preparatius de Leslie Vernon a mesura que es prepara per unir-se a una banda slasher. Leslie agafa la seva identitat d'una llegenda urbana sobre un noi que matava la seva família i era llençat a un riu per un ciutadà enfadat.
Inicialment afirma ser l'esperit venjatiu del noi mort, però aviat admet que és un home corrent anomenat Leslie Mancuso que ha de confiar en la tàctica convencional més que els poders supranaturals. Taylor i el seu equip filmen els preparatius meticulosos de Leslie per massacrar un cert nombre d'adolescents en una casa abandonada i llavors enfrontar-se a una supervivent, Kelly. Taylor i el seu s'entusiasmen amb Leslie i el seu projecte, però les seves consciències els atrapen en la nit dels assassinats.
Preguen que Leslie aturi la seva gatzara d'assassinats, però Leslie és inflexible, creient que la seva noia supervivent es definirà encarant-se amb ell. Taylor i el seu equip abandonen el documental i en aquest punt al qual la pel·lícula es mou d'un estil documental a una tradicional pel·lícula de terror. Taylor intenta advertir i reunir els adolescents restants per lluitar amb Leslie, però els preparacions de Leslie repetidament li donen avantatja. El grup mira a Kelly per liderar-los, però inesperadament mor. Taylor s'adona que era la noia supervivent del pla de Leslie.

## Repartiment
- Nathan Baesel: Leslie Vernon/Mancuso
- Angela Goethals: Taylor Gentry
- Robert Englund: Doc Halloran
- Scott Wilson: Eugene
- Zelda Rubinstein: Mrs. Collinwood
- Bridgett Newton: Jamie
- Kate Lang Johnson: Kelly
- Ben Pace: Doug
- Britain Spellings: Todd
- Hart Turner: Shane
- Krissy Carlson: Lauren